# Agathosma bicolor
Agathosma bicolor är en vinruteväxtart som beskrevs av Dümmer. Agathosma bicolor ingår i släktet Agathosma och familjen vinruteväxter. Inga underarter finns listade i Catalogue of Life.